# Rucuma recurvana
Rucuma recurvana är en fjärilsart som beskrevs av Walker 1863. Rucuma recurvana ingår i släktet Rucuma och familjen mott. Inga underarter finns listade i Catalogue of Life.